# Marianne Hold
Marianne Hold, nata Marianne Weiss (Johannisburg, 15 maggio 1933 – Lugano, 11 settembre 1994), è stata un'attrice tedesca.

## Biografia
Dopo il debutto sul grande schermo con il film Barriera a settentrione (1950) di Luis Trenker, divenne popolare negli anni cinquanta e sessanta per i suoi numerosi ruoli in film romantici. 
Dal matrimonio con l'attore Frederick Stafford ebbe un figlio, Roderick, nato nel 1964. Morì per un attacco cardiaco a Lugano nel 1994, all'età di 61 anni.

## Filmografia
- Barriera a settentrione, regia di Luis Trenker (1950)
- Benvenuto reverendo!, regia di Aldo Fabrizi (1950)
- Hochzeitsglocken, regia di Georg Wildhagen (1954)
- Il prigioniero della montagna, regia di Luis Trenker (1955)
- Marianne de ma jeunesse, regia di Julien Duvivier (1955)
- Dal sabato al lunedì, regia di Guido Guerrasio (1962)
- La sfida viene da Bangkok (Die Diamantenhölle am Mekong), regia di Gianfranco Parolini (1964)
- Una carabina per Schut (Der Schut), regia di Robert Siodmak (1964)